# Johann Daniel Kluge (Theologe)
Johann Daniel Kluge (* 6. Juni 1701 in Weißenfels; † 5. Juli 1768 in Zerbst) war ein deutscher lutherischer Theologe und Kirchenlieddichter.

## Leben
Kluge besuchte ab seinem 11. Lebensjahr in Weißenfels die höhere Schule. Am 21. März 1718 wechselte er an das Weißenfelser Gymnasium. Finanzielle Unwägbarkeiten ließen es erst 1722 zu, die Universität Leipzig zu beziehen. Dort wurde er von Johann Gottlob Carpzov gefördert, wechselte im Folgejahr an die Universität Wittenberg, wo er am 17. Oktober 1725 den akademischen Grad eines Magisters der Philosophie erwarb. Er kehrte zurück nach Leipzig, wurde Hauslehrer und zog mit seinem Zögling 1728 nach Hamburg, wo er am 26. November desselben Jahres als Kandidat im Ministerium Aufnahme fand.
Besonders freundlichen Kontakt pflegte er zum Pfarrer der Hauptkirche Sankt Jacobi, Erdmann Neumeister, dessen Tochter Ernestine Marianne er 1731 ehelichte. In Hamburg betätigte er sich als Autor. 1730 wurde er als Gymnasialprofessor für Theologie an das Gymnasium Dortmund berufen. Deswegen begab er sich an die Universität Rostock und promovierte dort zum Doktor der Theologie. In Dortmund geriet er mit dem dortigen Pastor Johann David Brügmann in einen theologischen Streit über die Notwendigkeit gewisser guter Werke zur Rechtfertigung.
Nachdem er 15 Jahre in Dortmund tätig gewesen war, folgte er 1745 einem Ruf als Konsistorialrat, Hofprediger und Superintendent nach Zerbst. Dort war er an der Errichtung des Waisenhauses beteiligt, führte die Feierlichkeiten zur Konfirmation ein und gab 1753 das redigierte Zerbster Gesangbuch heraus, welches auch gedichtete Werke von ihm enthielt. Die Anstrengungen, denen er während des Siebenjährigen Krieges ausgesetzt war, hinterließen bei ihm gesundheitliche Spuren. So erblindete er einseitig und der körperliche Verfall hatte seinen Tod zur Folge.

## Werkauswahl
- Schediasma Philosophico-philologico-sacrum de Somnio Uxoris Pilati … 1720.
- Spiritus Erroris in Recentissimo Berlenburgensium Bibliorum opere duce … 1734.
- Herrn d. Bernhard Walther Marpergers Oberhofpredigers, Kirchenraths und … 1729.